# Effetti elettronici
Un effetto elettronico influenza la struttura, la reattività, o le proprietà di una molecola ma non è né un tradizionale legame, né un effetto sterico. In chimica organica, il termine effetto stereoelettronico viene utilizzato per enfatizzare la relazione tra la struttura elettronica e la geometria (stereochimica) di una molecola.

## Tipologie di effetti elettronici
L'induzione è una ridistribuzione della densità elettronica all'interno di una struttura contenente legami σ in accordo con l'elettronegatività degli atomi coinvolti. L'effetto induttivo diminuisce a ogni legame σ coinvolto limitando quindi l'effetto a pochi legami.
La coniugazione è una ridistribuzione della densità elettronica simile all'induzione ma che avviene tramite i legami π. La coniugazione non è influenzata solamente dall'elettronegatività degli atomi connessi ma anche dalla posizione dei doppietti solitari rispetto al sistema π. Gli effetti elettronici possono essere trasmessi attraverso un sistema π permettendo quindi un'influenza a distanze maggiori rispetto all'induzione.
L'iperconiugazione è una stabilizzazione che deriva dall'interazione degli elettroni di un legame σ (solitamente C-H o C-C) con un orbitale non-legante adiacente vuoto (oppure parzialmente riempito) di tipo p oppure con un orbitale π di antilegame oppure ancora con un orbitale π pieno per dare un orbitale molecolare esteso che aumenta la stabilità del sistema. L'iperconiugazione può essere utilizzata per spiegare alcuni fenomeni come l'effetto gauche e l'effetto anomerico.
La simmetria orbitalica è importante quando si ha a che fare con orbitali che hanno componenti direzionali come p e d. Un esempio di questo effetto sono i complessi d8 planari quadrati a basso spin dei metalli di transizione. Questi complessi esistono nella forma planare quadrata in virtù della direzionalità degli orbitali d sul centro metallico nonostante il fatto che in una struttura tetraedrica la congestione sterica sarebbe inferiore. Tra altri possibili esempi ci sono alcuni aspetti delle reazioni pericicliche come la reazione di Diels-Alder.
Le interazioni elettrostatiche comprendono sia le forze attrattive che le repulsive associate all'accumulo di carica in una molecola. Sono generalmente troppo deboli per essere considerate tradizionali legami o sono impossibilitate a formarne uno, probabilmente a causa di un effetto sterico. Solitamente si definisce lo stato di legame quando due atomi sono più vicini della somma dei loro raggi di Van der Waals. Il legame idrogeno si trova al confine tra un vero e proprio "legame" ed un'interazione elettrostatica. Un'interazione elettrostatica è considerata un "legame" se diventa troppo forte; un'interazione repulsiva è sempre un effetto elettrostatico indipendentemente dalla sua forza. Un esempio di azione di un effetto repulsivo è in una molecola che "si contorce" per ridurre al minimo le interazioni coulombiane di atomi che hanno cariche dello stesso segno.
Lo stato di spin elettronico nella sua accezione più semplice descrive il numero di elettroni spaiati in una molecola. La maggior parte delle molecole tra cui le proteine, i carboidrati e i lipidi che costituiscono la maggioranza delle molecola biologiche non hanno elettroni spaiati anche quando sono cariche. Tali molecole sono chiamate molecole singoletto in quanto i loro elettroni appaiati hanno un solo stato di spin possibile. La molecola di diossigeno, O2, in condizioni normali ha due elettroni spaiati. L'ossigeno è quindi una "molecola tripletto" in quanto i due elettroni spaiati hanno tre stati di spin possibili (↑↑, ↑↓, ↓↓). La reazione di una "molecola tripletto" con una "molecola singoletto" è spin-proibita dal punto di vista quantomeccanico. Questo è il motivo principale dell'elevata barriera di attivazione per la reazione termodinamicamente estremamente favorevole di "molecole singoletto" organiche con O2 tripletto. È proprio questa barriera cinetica che impedisce alle molecole biologiche di bruciare a temperatura ambiente.
Gli stati elettronici di spin sono più complessi per i metalli di transizione. Per capire la reattività dei metalli di transizione è fondamentale capire il concetto di configurazione elettronica d, così come quello di spin elevato e di basso spin. Per esempio un complesso di un metallo di transizione d8 a basso spin è di solito quadrato planare, senza elettroni spaiati ed inerte nei confronti delle reazioni di sostituzione. D'altro canto un complesso d8 con configurazione al alto spin è di solito ottaedrico con due elettroni spaiati e labile nei confronti delle sostituzioni.
L'effetto Jahn-Teller è una distorsione geometrica di molecole non lineari in alcune situazioni. Ogni molecola non lineare con uno stato elettronico fondamentale degenere subirà una distorsione geometrica atta a rimuovere la degenerazione, questo porterà come benefico l'abbassamento dell'energia del sistema. La distorsione Jahn-Teller è molto comune nei complessi dei metalli di transizione, ad esempio nei complessi d9 di rame(II).
L'influenza trans è l'influenza che un legante in un complesso quadrato planare o ottaedrico ha sul legame del legante in posizione trans. È dovuta ad effetti elettronici e si manifesta sotto forma di allungamento del legame in trans ed ha un effetto sull'energia totale del complesso.

## Effetti sterici contro effetti elettronici
La struttura, le proprietà e la reattività di una molecola dipendono in maniera diretta da interazioni di legame tra cui legami covalenti, legami ionici, legami idrogeno e da altri legami meno forti. I legami forniscono così uno scheletro molecolare di base che viene modificato da parte delle forze repulsive generalmente considerate effetti sterici. Certe volte un'analisi di base degli effetti sterici è insufficiente per spiegare molte strutture, proprietà e reattività. Spesso allora è necessario considerare anche gli effetti elettronici quali induzione, coniugazione, simmetria orbitalica, interazioni elettrostatiche e stato di spin. Ci sono effetti elettronici più particolari ma questi sono tra i più importanti quando si considera la struttura e la reattività chimica.
Speciali procedure di calcolo sono state sviluppate per separare gli effetti sterici ed elettronici di un gruppo arbitrario all'interno di una molecola e per valutare la loro influenza sulla struttura e reattività.